# Fuat Usta
Fuat Usta (sinh ngày 3 tháng 7 năm 1972) là một cầu thủ bóng đá người Thổ Nhĩ Kỳ.

## Sự nghiệp câu lạc bộ
Fuat Usta đã từng chơi cho Omiya Ardija.

## Thống kê câu lạc bộ

### J.League
| Đội          | Năm       | J.League | J.League | J.League Cup | J.League Cup | Tổng cộng | Tổng cộng |
| Đội          | Năm       | Trận     | Bàn      | Trận         | Bàn          | Trận      | Bàn       |
| ------------ | --------- | -------- | -------- | ------------ | ------------ | --------- | --------- |
| Omiya Ardija | 2002      | 16       | 0        | -            | -            | 16        | 0         |
| Tổng cộng    | Tổng cộng | 16       | 0        | -            | -            | 16        | 0         |